# Jean-Baptiste II Tilliard
Pour les articles homonymes, voir Tilliard.
Jacques Jean-Baptiste Tilliard, dit Jean-Baptiste II (né en 1723 et mort le 5 mars 1798) est un maître menuisier-ébéniste en sièges français.

## Biographie
Fils de Jean-Baptiste Tilliard dit Jean-Baptiste Ier et de Marie Anne Barthélemy, il est reçu maître menuisier-ébéniste le 26 juillet 1752 après son apprentissage et un long compagnonnage auprès de son père. Continuant à travailler avec lui, il ne fait enregistrer ses lettres de maîtrise que le 17 avril 1764, puis prend la direction de l'atelier familial, "Aux armes de France" rue Cléry, au décès de son père en 1766, ainsi que sa charge de menuisier du garde-meuble du Roy pour lequel il livrera moins de pièces que son père.
En effet il complète cette activité officielle en travaillant avec trois marchands-tapissiers : Charles Antoine Ravary, Caplain le jeune et François Proquez ainsi qu'avec le réputé marchand mercier François Charles Darnault. Pour les sculptures il collabore avec les sculpteurs sur bois François Marie Chaillou, Nicolas François Valois et Toussaint Foliot ainsi qu'avec le doreur Mathon.
À la Révolution, resté célibataire, il se retire pour vivre de ses rentes au numéro 186 de la rue Beauregard à Paris où il meurt en 1798.

## Musée
- Château de Versailles

## Source
- Bill G. B. Pallot, L'art du siège au XVIIIe siècle en France, A.C.R.- Gismondi Éditeurs, page 318